# Dalbé Viau
Dalbé Viau (né le 29 septembre 1881 à Sainte-Anne-de-Bellevue et mort le 24 août 1938 à Québec) est un architecte et homme politique montréalais. Il est également maire de la ville de Lachine entre 1925 et 1933.

## Biographie

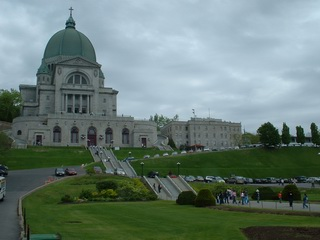
Oratoire Saint-Joseph du Mont-Royal, dont les plans ont été établis par Alphonse Venne et Dalbé Viau.

Après ses études primaires à l'Académie Piché, Dalbé Viau poursuit ses études secondaires à l'école des Frères des Écoles chrétiennes à Saint-Henri. En 1904, il a la distinction d'être le seul étudiant Canadien français à fréquenter l'école d'architecture de l'Université McGill.
Après quelques années de pratique, il s'associe à Alphonse Venne en 1912 et le bureau d'architectes Viau & Venne devient renommé à travers tout le Québec.
En politique, Dalbé Viau est échevin de Lachine de 1923 à 1925 et élu maire de Lachine en décembre 1925. Il restera à ce poste jusqu'en mars 1933.
Il est également membre de la Commission scolaire de la Cité de Lachine et marguillier à la paroisse des Saints-Anges. Viau décédera subitement le mercredi 24 août 1938, dans une chambre de l'hôtel du Château Frontenac de Québec, succombant à une congestion pulmonaire aiguë. Son service est chanté le samedi 27 août à l'église des Saints-Anges-Gardiens de Lachine.
Le fonds d'archives de Joseph-Dalbé Viau est conservé au centre d'archives de Montréal de Bibliothèque et Archives nationales du Québec.

## Réalisations
Parmi les principaux bâtiments dont les plans sont tracés par Dalbé Viau et son associé, mentionnons :
- l'Oratoire Saint-Joseph (crypte-église) et de son presbytère,
- l'Hôpital du Sacré-Cœur,
- l'hôtel de ville de Lachine,
- l'église des Saints-Anges-Gardiens de Lachine,
- l'église Nativité-de-la-Sainte-Vierge-d'Hochelaga,
- l'école Très-Saint-Sacrement de Lachine,
- la nouvelle aile du Pensionnat du Saint-Nom-de-Marie,
- l'église Notre-Dame-du-Rosaire,
- l'édifice des Douanes, deuxième phase, avec architecte en chef du Dominion Thomas W. Fuller,
- ainsi que plusieurs écoles, églises et couvents surtout de Montréal.